# Publio Claudio Pulcro
Publio Claudio Pulcro  fue un político y militar de la República romana perteneciente a la gens Claudia y que luchó en la primera guerra púnica.

## Familia
Pulcro fue miembro de los Claudios Pulcros, una rama patricia de la gens Claudia, y el primero de su familia que tomó el cognomen «Pulcher». Fue el padre de Apio Claudio Pulcro, cónsul en el año 212 a. C.

## Carrera pública
Fue edil curul en 253 a. C. y cónsul en 249 a. C. Como cónsul recibió el mando de la flota romana durante la primera guerra púnica, enviada a reforzar las tropas romanas en Lilibea.
Perdió la batalla de Drépano contra Cartago, supuestamente por haber ignorado un mal presagio consistente en que los pollos sagrados se negaron a comer. Según Valerio Máximo, Suetonio y Cicerón, Claudio arrojó todos los pollos al mar diciendo ut biberent, quando esse nollent: «entonces que beban, dado que se negaron a comer».
Fue llamado de vuelta a Roma y ordenado a elegir un dictador, pero su nombramiento de su subordinado Marco Claudio Glicia fue inmediatamente revocado.
Publio Claudio fue acusado de alta traición y, de acuerdo con Polibio  y Cicerón, fue severamente castigado. Según otros relatos, debido a una tormenta se detuvo el procedimiento, pero fue destituido una segunda vez con una multa. No sobrevivió mucho tiempo a su desgracia. Estaba muerto antes del año 246 a. C. Existe la posibilidad de que se suicidase.